# Branchiosyllis exilis
Branchiosyllis exilis är en ringmaskart som först beskrevs av Gravier 1900.  Branchiosyllis exilis ingår i släktet Branchiosyllis och familjen Syllidae. Inga underarter finns listade i Catalogue of Life.